# Обињи (Сома)
Обињи (фр. Aubigny) насеље је и општина у североисточној Француској у региону Пикардија, у департману Сома која припада префектури Амјен.
По подацима из 2011. године у општини је живело 473 становника, а густина насељености је износила 48,51 становника/km². Општина се простире на површини од 9,75 km². Налази се на средњој надморској висини од 34 метара (максималној 90 m, а минималној 22 m).

## Демографија
| 1962. | 1968. | 1975. | 1982. | 1990. | 1999. | 2011. |
| ----- | ----- | ----- | ----- | ----- | ----- | ----- |
| 377   | 399   | 455   | 527   | 539   | 536   | 473   |

График промене броја становника у току последњих година